# Liberec Open 2014
Il Liberec Open 2014, noto anche come Svijany Open per motivi di sponsorizzazione, è stato un torneo di tennis facente parte della categoria ATP Challenger Tour nell'ambito dell'ATP Challenger Tour 2014. È stata la 2ª edizione del torneo che si è giocato a Liberec in Repubblica Ceca dal 28 luglio al 3 agosto 2014 su campi in terra rossa e aveva un montepremi di 35 000 €+H.

## Partecipanti singolare

### Teste di serie
| Nazionalità | Giocatore         | Ranking* | Testa di serie |
| ----------- | ----------------- | -------- | -------------- |
| Uruguay     | Pablo Cuevas      | 60       | 1              |
| Slovenia    | Blaž Rola         | 80       | 2              |
| Argentina   | Facundo Bagnis    | 107      | 3              |
| Argentina   | Horacio Zeballos  | 117      | 4              |
| Argentina   | Facundo Argüello  | 121      | 5              |
| Slovacchia  | Norbert Gombos    | 131      | 6              |
| Polonia     | Michał Przysiężny | 146      | 7              |
| Slovacchia  | Miloslav Mečíř    | 175      | 8              |

- Ranking al 21 luglio 2014.

### Altri partecipanti
Giocatori che hanno ricevuto una wild card:
- Steve Darcis
- Roman Jebavý
- Václav Šafránek
- Robin Staněk

Giocatori che sono passati dalle qualificazioni:
- Marek Michalička
- Gianni Mina
- Thiago Monteiro
- Artem Smyrnov

## Partecipanti doppio

### Teste di serie
| Nazionalità | Giocatore        | Nazionalità | Giocatore         | Ranking* | Testa di serie |
| ----------- | ---------------- | ----------- | ----------------- | -------- | -------------- |
| Germania    | Dominik Meffert  | Germania    | Tim Pütz          | 245      | 1              |
| Rep. Ceca   | Roman Jebavý     | Rep. Ceca   | Jaroslav Pospíšil | 371      | 2              |
| Argentina   | Facundo Argüello | Uruguay     | Ariel Behar       | 417      | 3              |
| Filippine   | Ruben Gonzales   | Regno Unito | Sean Thornley     | 446      | 4              |

- Ranking al 21 luglio 2014.

### Altri partecipanti
Coppie che hanno ricevuto una wild card:
- Lukas Polacek /  David Pultr
- Dominik Recek /  David Simunek
- Tomas Frommel /  Lukas Marsoun

## Vincitori

### Singolare
Andrej Martin ha battuto in finale  Horacio Zeballos con il punteggio di 1–6, 6–1, 6–4

### Doppio
Roman Jebavý /  Jaroslav Pospíšil hanno battuto in finale  Ruben Gonzales /  Sean Thornley con il punteggio di 6–4, 6–3